# René Carlier
René Carlier  (? - El Escorial, 1722) fue un arquitecto francés, discípulo del arquitecto Robert de Cotte.
El rey de España Felipe V contrató sus servicios para realizar las reformas del Palacio del Buen Retiro con el fin de unificar su aspecto y darle un aspecto más grandioso y moderno. Los planos que realizó del Palacio, remitidos a su maestro, se conservan en la actualidad en la Biblioteca Nacional de París. Las obras y remodelaciones propuestas al Rey no pudieron ser realizadas debido al delicado estado de las finanzas reales. Tras la muerte de la primera esposa de Felipe V, la segunda, (Isabel de Farnesio) decidió desviar los esfuerzos sobre los Reales jardines del Retiro en beneficio del sitio de La Granja de San Ildefonso. Es por esta razón por la René Carlier se encargó del trazado de los parques y de los jardines del Palacio Real de La Granja de San Ildefonso en el periodo 1720-1721, imprimiendo a este lugar un marcado gusto francés, con semejanzas al Palacio de Versalles en el que se había criado el rey Felipe V.
René Carlier decide finalmente quedarse en España y realizar su vida entre Segovia y Madrid. Su hijo François Carlier decidió seguir los pasos de su padre, y se convierte años después en Arquitecto Real de la reina Bárbara de Braganza.